# Флорин Брату
Даниел Флорин Брату (на румънски: Florin Daniel Bratu) е румънски футболист, нападател на Литекс (Ловеч) където играе като преотстъпен от Динамо Букурещ. Договорът му е до края на 2010 г. с опция за закупуването му за още две години.

## Състезателна кариера
Роден е на 2 януари 1980 г. в Букурещ. Започва да тренира футбол в Тракторул Брашов. През 2001 г. преминава в отбора на Рапид Букурещ. През август същата година прави дебют в Лига I срещу отбора на Тимишоара. Със столичния клуб постига най-големите успехи в своята състезателна кариера. Печели шампионската титла през сезон 2002-03 след като година по-рано е триумфирал и с купата на страната. Във визитката си има още две суперкупи на Румъния за 2002 и 2003 г.
През 2003 г. преминава в Галатасарай а трансфера е на стойност $ 2.75 милиона долара. От тази трансферна сума обаче клуба получава едва половината, останалата част си поделят мениджърите на играча Йоан Бекали и Джордж Смит. При „сараите“ водени от Фатих Терим изиграва 25 мача в които отбелязва 6 гола. След края на сезона е продаден на френския Нант. Не успява да се адаптира във Франция и е отдаден под наем първоначално на Динамо Букурещ а впоследствие на Валансиен. През лятото на 2007 г. Динамо му откупува правата за сумата от 750 000 евро. През октомври 2008 г. в мач срещу Клуж Брату получава тежка контузия която ще го извади от терените за цели 17 месеца. В началото на юни 2010 г. нападателя преминава под наем в редиците на българския шампион Литекс, а голяма роля в преговорите изиграва бившият футболист на „оранжевите“ Еуген Трика. С тима от града на люляците подписва договор до 31 декември същата година стойността на който е 300 000 евро. Към договора има опция за удължаването му с още 2 години а ако се стигне до постоянен трансфер ловчанлии трябва да доплатят още 200 000 за да получат официално правата на нападателя.  На 20 юли отбелязва първите си два гола с екипа на Литекс при гостуването на Рудар Плевля в мач от втория предварителен кръг от турнира на Шампионската лига, спечелен от „оранжевите“ с 0:4. Първият си гол в А група отбелязва на 31 юли за домакинската победа с 2:1 над Миньор (Пк.). 

## Успехи
Рапид Букурещ
- Шампион на Румъния (1): 2002–03
- Купа на Румъния (1): 2001-02
- Суперкупа на Румъния (2): 2002, 2003

 Литекс Ловеч
- Суперкупа на България - 2010